# یوهان شوایگر
یوهان شوایگر (آلمانی: Johann Schweigger؛ ۸ آوریل ۱۷۷۹ – ۶ سپتامبر ۱۸۵۷) یک شیمی‌دان فیزیکدان و مخترع اهل آلمان بود.